# 79-й Венецианский кинофестиваль
79-й Венецианский международный кинофестиваль проходил с 31 августа по 10 сентября 2022 года. «Золотого льва» за вклад в кинематограф на нём получили режиссёр и сценарист Пол Шредер и актриса Катрин Денёв. Гран-при жюри была удостоена картина «Сент-Омер» Элис Диоп, главной награды фестиваля — фильм «Вся красота и кровопролитие» Лауры Пойтрас. Лучшим актёром был признан Колин Фаррелл (фильм «Банши Инишерина»), лучшей актрисой — Кейт Бланшетт (фильм «Тар»). Награду за лучший сценарий получил Мартин Макдонах («Банши Инишерина»), специальный приз жюри — картина Джафара Панахи «Без медведей».

## Жюри
Основной конкурс
- Джулианна Мур, актриса и писательница ( США) — председатель
- Мариано Кон, режиссёр, сценарист и продюсер ( Аргентина)
- Леонардо ди Костанцо, режиссёр и сценарист ( Италия)
- Одри Диван, режиссёр и сценарист ( Франция)
- Лейла Хатами, актриса ( Иран)
- Кадзуо Исигуро, писатель и сценарист ( Великобритания)
- Родриго Сорогойен, режиссёр и сценарист ( Испания)[1]

Программа «Горизонты»
- Изабель Койшет, режиссёр ( Испания) — председатель
- Лаура Биспури, режиссёр и сценарист ( Италия)
- Антонио Кампос, режиссёр ( США)
- София Джама, режиссёр ( Алжир)
- Эдуард Уэйнтроп, кинокритик ( Франция)[2]

## Конкурсная программа

### Основной конкурс
В основной программе участвовали 23 картины:
| Лауреат «Золотого льва» выделен отдельным цветом. |

| Лауреат Гран-при жюри выделен отдельным цветом. |

| Название                    | Оригинальное название                         | Режиссёр            | Страна                          |
| --------------------------- | --------------------------------------------- | ------------------- | ------------------------------- |
| Белый шум (фильм открытия)  | White Noise                                   | Ноа Баумбах         | США                             |
| Вся красота и кровопролитие | All the Beauty and the Bloodshed              | Лора Пойтрас        | США                             |
| Аргентина, 1985             | Argentina, 1985                               | Сантьяго Митре      | Аргентина · США                 |
| Афина                       | Athena                                        | Ромен Гаврас        | Франция                         |
| Банши Инишерина             | The Banshees of Inisherin                     | Мартин Макдонах     | Ирландия · Великобритания · США |
| Бардо                       | Bardo, Falsa Crónica De Unas Cuantas Verdades | Алехандро Иньярриту | Мексика                         |
| За стеной                   | شب، داخلی، دیوار                              | Вахид Джалильванд   | Иран                            |
| Блондинка                   | Blonde                                        | Эндрю Доминик       | США                             |
| Целиком и полностью         | Bones & All                                   | Лука Гуаданьино     | Италия · США                    |
| Кьяра                       | Chiara                                        | Сузанна Никкьярелли | Бельгия · Италия                |
| Пара                        | Un Couple                                     | Фредерик Уайзман    | Франция · США                   |
| Вечная дочь                 | The Eternal Daughter                          | Джоанна Хогг        | Великобритания · США            |
| Повелитель муравьёв         | Il signore delle formiche                     | Джанни Амелио       | Италия                          |
| Безграничность              | L’immensità                                   | Эмануэле Криалезе   | Франция · Италия                |
| Личная жизнь                | ラブライフ                                    | Кодзи Фукада        | Япония · Франция                |
| Моника                      | Monica                                        | Андреа Паллаоро     | Италия · США                    |
| Без медведей                | خرس نیست                                      | Джафар Панахи       | Иран                            |
| Чужие дети                  | Les Enfants des Autres                        | Ребекка Злотовски   | Франция                         |
| Наши связи                  | Les Miens                                     | Рошди Зем           | Франция                         |
| Сент-Омер                   | Saint Omer                                    | Элис Диоп           | Франция                         |
| Сын                         | The Son                                       | Флориан Зеллер      | Великобритания · США            |
| Тар                         | Tár                                           | Тодд Филд           | Германия · США                  |
| Кит                         | The Whale                                     | Даррен Аронофски    | США                             |

### Программа «Горизонты»

#### Основной конкурс
В основном конкурсе программы «Горизонты» участвовали 18 картин:
| Победитель выделен отдельным цветом. |

| Название                          | Оригинальное название         | Режиссёр                   | Страна                                                        |
| --------------------------------- | ----------------------------- | -------------------------- | ------------------------------------------------------------- |
| Принцесса (фильм открытия)        | Princess                      | Роберто Де Паолис          | Италия                                                        |
| Жертва                            | Victim                        | Михал Блашко               | Словакия · Чехия · Германия                                   |
| На грани                          | En los márgenes               | Хуан Диего Ботто           | Испания                                                       |
| Тренк Лаукен                      | Trenque Lauquen               | Лаура Ситарелья            | Аргентина · Германия                                          |
| Вера                              | Vera                          | Тицца Кови Райнер Фриммель | Австрия                                                       |
| Невинность (документальный фильм) | Innocence                     | Гай Давиди                 | Дания · Израиль · Финляндия · Исландия                        |
| Белоснежка                        | Blanquita                     | Фернандо Гуццони           | Чили · Мексика                                                |
| Для Франции                       | Pour la France                | Рашид Хами                 | Франция · Китайская Республика                                |
| Человек                           | ある男                        | Кэи Исикава                | Япония                                                        |
| Хлеб и соль                       | Bread and Salt                | Дамиан Коцур               | Польша                                                        |
| Люксембург, Люксембург            | Luxembourg, Luxembourg        | Антонио Лукич              | Украина                                                       |
| Я съем твоё сердце                | Ti Mangio il Cuore            | Пиппо Меццапеза            | Италия                                                        |
| На север                          | To The North                  | Михай Минкан               | Румыния · Франция · Греция · Болгария · Чехия                 |
| Автобиография                     | Autobiography                 | Макбул Мубарак             | Индонезия · Франция · Сингапур · Филиппины · Германия · Катар |
| Лёгкая мишень                     | The Sitting Duck              | Жан-Поль Саломе            | Франция                                                       |
| Третья мировая война              | جنگ جهانی سوم                 | Хуман Сейеди               | Иран                                                          |
| Самый счастливый человек в мире   | The Happiest Man in the World | Теона Стругар-Митевска     | Босния и Герцеговина · Бельгия · Дания                        |
| Невеста                           | The Bride                     | Сержиу Трефо               | Португалия                                                    |

#### Горизонты Extra
В программе «Горизонты Extra» участвовали 9 картин:
| Победитель выделен отдельным цветом. |

| Название              | Оригинальное название | Режиссёр                | Страна                                                                     |
| --------------------- | --------------------- | ----------------------- | -------------------------------------------------------------------------- |
| Происхождение зла     | L’origine du mal      | Себастьен Марнье        | Франция · Канада                                                           |
| Висячие сады          | حدائق معلقة           | Ахмед Ясин Аль-Дараджи  | Ирак · Государство Палестина · Саудовская Аравия · Египет · Великобритания |
| Аманда                | Amanda                | Каролина Кавалли        | Италия                                                                     |
| Красные туфли         | Zapatos Rojos         | Карлос Айхельман Кайзер | Мексика · Италия                                                           |
| Незух                 | Nezouh (نزوح)         | Судад Каадан            | Великобритания · Сирия · Франция                                           |
| Призрачная ночь       | Notte Fantasma        | Фульвио Рисулео         | Италия                                                                     |
| Без неё               | بی رویا               | Ариан Вазирдафтари      | Иран                                                                       |
| Валерия выходит замуж | ולריה מתחתנת          | Михаль Виник            | Израиль · Украина                                                          |
| Голиаф                |                       | Адильхан Ержанов        | Казахстан · Россия                                                         |

## Внеконкурсные показы
Для показа вне конкурса были отобраны 10 фильмов:
| Название                        | Оригинальное название    | Режиссёр               | Страна                                   |
| ------------------------------- | ------------------------ | ---------------------- | ---------------------------------------- |
| Висящее солнце (фильм закрытия) | The Hanging Sun          | Франческо Карроццини   | Италия                                   |
| Призыв божий                    | Köne taevast             | Ким Ки Дук Артур Вебер | Эстония · Литва · Кыргызстан             |
| Мёртв за доллар                 | Dead for a Dollar        | Уолтер Хилл            | США                                      |
| Не беспокойся, дорогая          | Don’t Worry Darling      | Оливия Уайлд           | США                                      |
| Дикие мечты                     | Dreamin' Wild            | Уильям Полад           | США                                      |
| Засуха                          | Siccità                  | Паоло Вирдзи           | Италия                                   |
| Жить                            | Living                   | Оливер Херманус        | Великобритания                           |
| Садовник                        | Master Gardener          | Пол Шредер             | США                                      |
| Пэрл                            | Pearl                    | Тай Уэст               | США · Канада                             |
| Когда волны уйдут               | Kapag Wala Nang Mga Alon | Лав Диас               | Филиппины · Франция · Португалия · Дания |

## Награды
Основные награды
- Золотой лев — «Вся красота и кровопролитие», реж. Лора Пойтрас
- Приз Большого жюри — Серебряный лев — «Сент-Омер», реж. Элис Диоп
- Серебряный лев за режиссуру — Лука Гуаданьино за фильм «Целиком и полностью»
- Кубок Вольпи за лучшую мужскую роль — Колин Фаррелл за фильм «Банши Инишерина»
- Кубок Вольпи за лучшую женскую роль — Кейт Бланшетт за фильм «Тар»
- Приз за лучший сценарий — Лев — Мартин Макдонах за фильм «Банши Инишерина»
- Специальный приз жюри — «Без медведей», реж. Джафар Панахи
- Премия Марчелло Мастроянни — Тейлор Расселл — «Целиком и полностью»[4]

Награды за вклад в кинематограф
- Почётный Золотой лев — Катрин Денёв[5] и Пол Шредер[6]

Награда за лучший дебют
- Приз Луиджи Ди Лаурентиса — Лев Будущего — «Сент-Омер», реж. Элис Диоп (Франция)

Программа «Горизонты»
- Приз за лучший фильм — «Третья мировая война», реж. Хуман Сейеди (Иран)
- Приз за режиссуру — «Вера», реж. Тицца Кови, Райнер Фриммель (Австрия)
- Специальный приз жюри — «Хлеб и соль», реж. Дамиан Коцур (Польша)
- Приз лучшему актёру — Мохсен Танабанде — «Третья мировая война» (Иран)
- Приз лучшей актрисе — Вера Джемма — «Вера» (Австрия)
- Приз за лучший сценарий — Фернандо Гуццони — «Белоснежка» (Чили, Мексика)

Горизонты Extra
- Приз зрительских симпатий — «Незух», реж. Судад Каадан (Великобритания, Сирия, Франция)

Независимые награды
- Приз ФИПРЕССИ — «Аргентина, 1985», реж. Сантьяго Митре (Аргентина, США)
- Приз ФИПРЕССИ — «Автобиография», реж. Макбул Мубарак (Индонезия, Франция, Германия, Сингапур, Катар, Филиппины)[7]